# Bilderbergconferentie 2016
De Bilderbergconferentie van 2016 werd gehouden van 9 tot en met 12 juni 2016 in het Kempinski Taschenbergpalais in de Duitse stad Dresden. Het was de 64ste conferentie.
Hieronder zijn de agenda en de namen van de deelnemers vermeld. Achter de naam van de opgenomen deelnemers staat de hoofdfunctie die ze op het moment van uitnodiging uitoefenden.

## Agenda
1. Lopende zaken
2. China
3. Europa: migratie, groei, hervorming, visie, eenheid
4. Midden-Oosten
5. Rusland
6. VS politiek landschap, economie: groei, schulden, hervorming
7. Cyber security
8. Geopolitiek van energie- en grondstofprijzen
9. Precariaat en middenklasse
10. Technologische innovatie

## Deelnemers
| Naam                             | Functie                                                                                  | Land                |
| -------------------------------- | ---------------------------------------------------------------------------------------- | ------------------- |
| Henri de Castries                | Voorzitter, Bilderberg Meetings; voorzitter en Bestuursvoorzitter, AXA Group             | Frankrijk           |
| Ahmed Aboutaleb                  | Burgemeester van Rotterdam                                                               | Nederland           |
| Paul Achleitner                  | Voorzitter van het Supervisory Board, Deutsche Bank AG                                   | Duitsland           |
| Marcus Agius                     | Voorzitter PA Consulting Group                                                           | Verenigd Koninkrijk |
| Thomas Ahrenkiel                 | Permanent secretaris, ministerie van Defensie                                            | Denemarken          |
| Maria Luís Albuquerque           | Voormalig minister van Financiën, parlementslid PSD                                      | Portugal            |
| César Alierta                    | Executive Chairman en Bestuursvoorzitter, Telefónica                                     | Spanje              |
| Roger C. Altman                  | Executive Chairman, Evercore                                                             | Verenigde Staten    |
| Sam Altman                       | President, Y Combinator                                                                  | Verenigde Staten    |
| Magdalena Andersson              | Minister van Financiën                                                                   | Zweden              |
| Anne Applebaum                   | Director of Transitions Forum, Legatum Institute                                         | Polen               |
| Matti Apunen                     | Director, Finnish Business and Policy Forum EVA                                          | Finland             |
| Senem Aydin-Düzgit               | Associate Professor en voorzitter van de Jean Monnet leerstoel van de Bilgi-universiteit | Turkije             |
| Patricia Barbizet                | Bestuursvoorzitter Artemis                                                               | Frankrijk           |
| José M. Durão Barroso            | Voormalig president van de Europese Commissie                                            | Portugal            |
| Nicolas Baverez                  | Partner, Gibson, Dunn & Crutcher LLP                                                     | Frankrijk           |
| Yoshua Bengio                    | Professor in Computer Science en Operations Research, Universiteit van Montreal          | Canada              |
| René Benko                       | Oprichter, SIGNA Holding GmbH                                                            | Oostenrijk          |
| Franco Bernabè                   | Voorzitter, FB Group SRL                                                                 | Italië              |
| Ben van Beurden                  | Bestuursvoorzitter, Royal Dutch Shell plc                                                | Nederland           |
| Olivier Blanchard                | Fred Bergsten Senior Fellow, Peterson Institute                                          | Frankrijk           |
| Ana Botín                        | Voorzitter, Banco Santander                                                              | Spanje              |
| Svein Richard Brandtzæg          | President en Bestuursvoorzitter, Norsk Hydro ASA                                         | Noorwegen           |
| Philip M. Breedlove              | Voormalig Supreme Allied Commander Europe (NAVO)                                         | Verenigde Staten    |
| Børge Brende                     | Minister van Buitenlandse Zaken                                                          | Noorwegen           |
| William Joseph Burns             | President, Carnegie Endowment for International Peace                                    | Verenigde Staten    |
| Juan Luis Cebrián Echarri        | Executive Chairman, Grupo PRISA                                                          | Spanje              |
| Emmanuelle Charpentier           | Directeur Max-Planck-Institut für Infektionsbiologie                                     | Frankrijk           |
| Benoît Coeuré                    | Member of the Executive Board, Europese Centrale Bank                                    | Frankrijk           |
| Claudio Costamagna               | Voorzitter, Cassa Depositi e Prestiti S.p.A.                                             | Italië              |
| David Cote                       | Voorzitter en CEO, Honeywell                                                             | Verenigde Staten    |
| John Cryan                       | Bestuursvoorzitter, Deutsche Bank AG                                                     | Duitsland           |
| Marta Dassù                      | Senior Director, Europese Zaken, Aspen Institute                                         | Italië              |
| Sharon Dijksma                   | Staatssecretaris van Infrastructuur en Milieu                                            | Nederland           |
| Mathias Döpfner                  | Bestuursvoorzitter, Axel Springer SE                                                     | Duitsland           |
| Robert Dudley                    | Group Chief Executive, BP plc                                                            | Verenigd Koninkrijk |
| Christian Dyvig                  | Voorzitter, Kompan                                                                       | Denemarken          |
| Thomas Ebeling                   | Bestuursvoorzitter, ProSiebenSat.1 Media                                                 | Duitsland           |
| John Elkann                      | Voorzitter en Bestuursvoorzitter, EXOR; Voorzitter, Fiat Chrysler Automobiles            | Italië              |
| Thomas Enders                    | Bestuursvoorzitter, Airbus Group                                                         | Duitsland           |
| Richard Engel                    | Chief Foreign Correspondent, NBC News                                                    | Verenigde Staten    |
| Laurent Fabius                   | Voorzitter van de Grondwettelijke Raad                                                   | Frankrijk           |
| Ulrik Federspiel                 | Executive Vice President, Haldor Topsøe A/S                                              | Denemarken          |
| Roger Ferguson                   | President en bestuursvoorzitter, TIAA                                                    | Verenigde Staten    |
| Niall Ferguson                   | Professor of History, Harvard University, Gunzberg Center for European Studies           | Verenigd Koninkrijk |
| Douglas Flint                    | Group Chairman, HSBC Holdings plc                                                        | Verenigd Koninkrijk |
| Luis Garicano                    | Professor of Economics, LSE; Senior Advisor voor Ciudadanos                              | Spanje              |
| Kristalina Georgieva             | Vicevoorzitters van de Europese Commissie                                                | Bulgarije           |
| Etienne Gernelle                 | Editorial Director, Le Point                                                             | Frankrijk           |
| Carlos Gomes da Silva            | Vice-voorzitter en CEO, Galp Energia                                                     | Portugal            |
| Helen Goodman                    | Parlementslid, Labour Party                                                              | Verenigd Koninkrijk |
| Sylvie Goulard                   | Lid van het Europees Parlement                                                           | Frankrijk           |
| Lindsey Graham                   | Senator                                                                                  | Verenigde Staten    |
| Ulrich Grillo                    | Voorzitter, Grillo-Werke AG; President, BDI                                              | Duitsland           |
| Lilli Gruber                     | Executive Editor en Anchor “Otto e mezzo”, La7 TV                                        | Italië              |
| Chris Hadfield                   | Kolonel, Astronaut                                                                       | Canada              |
| Victor Halberstadt               | Professor of Economics, Leiden University                                                | Nederland           |
| Dido Harding                     | Bestuursvoorzitter TalkTalk Telecom Group plc                                            | Verenigd Koninkrijk |
| Demis Hassabis                   | Vice President of Engineering, Google DeepMind                                           | Verenigd Koninkrijk |
| Mellody Hobson                   | President Ariel Investment, LLC                                                          | Verenigde Staten    |
| Reid Hoffman                     | Co-oprichter en Executive Chairman, LinkedIn                                             | Verenigde Staten    |
| Timotheus Höttges                | Bestuursvoorzitter Deutsche Telekom AG                                                   | Duitsland           |
| Kenneth M. Jacobs                | Voorzitter en Bestuursvoorzitter, Lazard                                                 | Verenigde Staten    |
| Julia Jäkel                      | Bestuursvoorzitter, Gruner + Jahr                                                        | Duitsland           |
| James A. Johnson                 | Voorzitter, Johnson Capital Partners                                                     | Verenigde Staten    |
| Conni Jonsson                    | Oprichter en voorzitter, EQT                                                             | Zweden              |
| Vernon Jordan                    | Senior Managing Director, Lazard Frères & Co. LLC                                        | Verenigde Staten    |
| Joe Kaeser                       | President en Bestuursvoorzitter, Siemens AG                                              | Duitsland           |
| Alex Karp                        | Bestuursvoorzitter, Palantir Technologies                                                | Verenigde Staten    |
| Carsten Kengeter                 | Bestuursvoorzitter, Deutsche Börse AG                                                    | Duitsland           |
| John Kerr                        | Deputy Chairman, Scottish Power                                                          | Verenigd Koninkrijk |
| Yasmine Kherbache                | Lid van het Vlaams Parlement                                                             | België              |
| Henry Kissinger                  | Voorzitter, Kissinger Associates, Inc.                                                   | Verenigde Staten    |
| Klaus Kleinfeld                  | Voorzitter en Bestuursvoorzitter, Alcoa                                                  | Verenigde Staten    |
| Henry Kravis                     | Co-voorzitter en Co-Bestuursvoorzitter, Kohlberg Kravis Roberts & Co.                    | Verenigde Staten    |
| Marie-Josée Kravis               | Senior Fellow en Vicevoorzitter, Hudson Institute                                        | Verenigde Staten    |
| André Kudelski                   | Voorzitter en Bestuursvoorzitter, Kudelski Group                                         | Zwitserland         |
| Christine Lagarde                | Directeur Internationaal Monetair Fonds                                                  | Frankrijk           |
| Richard Levin                    | Bestuursvoorzitter, Coursera                                                             | Verenigde Staten    |
| Ursula von der Leyen             | Minister van Defensie                                                                    | Duitsland           |
| Thomas Leysen                    | Chairman of the Board of Directors, KBC Groep                                            | België              |
| George Logothetis                | Voorzitter en CEO, Libra Group                                                           | Griekenland         |
| Thomas de Maizière               | Minister van Binnenlandse Zaken                                                          | Duitsland           |
| Divesh Makan                     | Bestuursvoorzitter, ICONIQ Capital                                                       | Verenigde Staten    |
| Scott Malcomson                  | Auteur en President van Monere Ltd.                                                      | Verenigde Staten    |
| Christa Markwalder               | President van de Nationale Raad en de Bondsvergadering                                   | Zwitserland         |
| Megan McArdle                    | Columnist, Bloomberg View                                                                | Verenigde Staten    |
| Charles Michel                   | Premier                                                                                  | België              |
| John Micklethwait                | Editor-in-Chief, Bloomberg LP                                                            | Verenigde Staten    |
| Zanny Minton Beddoes             | Editor-in-Chief, The Economist                                                           | Verenigd Koninkrijk |
| Kyriakos Mitsotakis              | President van Nea Dimokratia                                                             | Griekenland         |
| Bill Morneau                     | Minister van Financiën                                                                   | Canada              |
| Craig Mundie                     | Principal, Mundie & Associates                                                           | Verenigde Staten    |
| Charles Murray                   | W.H. Brady Scholar, American Enterprise Institute                                        | Verenigde Staten    |
| Willem-Alexander der Nederlanden | Koning der Nederlanden                                                                   | Nederland           |
| Michael Noonan                   | Minister van Financiën                                                                   | Ierland             |
| Peggy Noonan                     | Auteur, Columnist, The Wall Street Journal                                               | Verenigde Staten    |
| Michael O'Leary                  | Bestuursvoorzitter, Ryanair Plc                                                          | Ierland             |
| Kajsa Ollongren                  | Locoburgemeester van Amsterdam                                                           | Nederland           |
| Soli Özel                        | Columnist, Haberturk Newspaper; Senior Lecturer, Kadir Has University                    | Turkije             |
| Dimitri Papalexopoulos           | Group Bestuursvoorzitter, Titan Cement Co.                                               | Griekenland         |
| David Petraeus                   | Voorzitter, KKR Global Institute                                                         | Verenigde Staten    |
| Edouard Philippe                 | Burgemeester van Le Havre                                                                | Frankrijk           |
| Søren Pind                       | Minister van Justitie                                                                    | Denemarken          |
| Carlo Ratti                      | Directeur, MIT Senseable City Lab                                                        | Italië              |
| Heather M. Reisman               | Voorzitter en Bestuursvoorzitter, Indigo Books & Music Inc.                              | Canada              |
| Robert Rubin                     | Co-voorzitter, Council on Foreign Relations; Voormalig Secretary of the Treasury         | Verenigde Staten    |
| Mark Rutte                       | Minister-president                                                                       | Nederland           |
| John Sawers                      | Voorzitter en Partner, Macro Advisory Partners                                           | Verenigd Koninkrijk |
| Wolfgang Schäuble                | Minister van Financiën                                                                   | Duitsland           |
| Andreas Schieder                 | Voorzitter, SPÖ                                                                          | Oostenrijk          |
| Eric Schmidt                     | Executive Chairman, Google Inc.                                                          | Verenigde Staten    |
| Rudolf Scholten                  | Bestuursvoorzitter, Österreichische Kontrollbank AG                                      | Oostenrijk          |
| Klaus Schwab                     | Executive Chairman, World Economic Forum                                                 | Zwitserland         |
| Radoslaw Sikorski                | Senior Fellow, Harvard-universiteit; Voormalig minister van buitenlandse zaken           | Polen               |
| Mehmet Simsek                    | Vice-premier                                                                             | Turkije             |
| Hans-Werner Sinn                 | Professor for Economics and Public Finance Ludwig Maximilians-Universiteit               | Duitsland           |
| Kristin Skogen Lund              | Directeur-generaal, NHO                                                                  | Noorwegen           |
| Guy Standing                     | Co-President, BIEN; Research Professor Universiteit van Londen                           | Verenigd Koninkrijk |
| Peter Thiel                      | President, Thiel Capital                                                                 | Verenigde Staten    |
| Stanislaw Tillich                | Minister-President van Saksen                                                            | Duitsland           |
| Martin Vetterli                  | President, SNSF                                                                          | Zwitserland         |
| Björn Wahlroos                   | Voorzitter Sampo Group, Nordea Bank, UPM-Kymmene Corporation                             | Finland             |
| Jacob Wallenberg                 | Voorzitter, Investor AB                                                                  | Zweden              |
| Beatrice Weder di Mauro          | Professor of Economics, Universiteit van Mainz                                           | Zwitserland         |
| Martin Wolf                      | Chief Economics Commentator, The Financial Times                                         | Verenigd Koninkrijk |

1954 ·
1955 (1) ·
1955 (2) ·
1956 ·
1957 (1) ·
1957 (2) ·
1958 ·
1959 ·
1960 ·
1961 ·
1962 ·
1963 ·
1964 ·
1965 ·
1966 ·
1967 ·
1968 ·
1969 ·
1970 ·
1971 ·
1972 ·
1973 ·
1974 ·
1975 ·
(1976) ·
1977 ·
1978 ·
1979 ·
1980 ·
1981 ·
1982 ·
1983 ·
1984 ·
1985 ·
1986 ·
1987 ·
1988 ·
1989 ·
1990 ·
1991 ·
1992 ·
1993 ·
1994 ·
1995 ·
1996 ·
1997 ·
1998 ·
1999 ·
2000 ·
2001 ·
2002 ·
2003 ·
2004 ·
2005 ·
2006 ·
2007 ·
2008 ·
2009 ·
2010 ·
2011 ·
2012 ·
2013 ·
2014 ·
2015 ·
2016 ·
2017 ·
2018 ·
2019 ·
2020 ·
2021 ·
2022 ·
2023